# Laura Auerbach-Lind
Laura Auerbach-Lind (født 14. juni 2003 i Ledøje) er en cykelrytter fra Danmark, der er på kontrakt hos Team Sydbank Quooker Njord Law.

## Karriere
Auerbach-Lind fik blandt andet sin cykelopdragelse hos Amager Cykle Ring. I 2021 blev hun præsenteret som ny rytter hos Give Cykelklubs juniorhold. Ved DM i linjeløb 2021 i juni blev Laura Auerbach-Lind dansk U19-mester i enkeltstart, og i linjeløbet vandt hun bronzemedalje.
Fra starten af 2022 skiftede hun til Team Rytger, hvor hun skulle kører sit første år som U23-rytter. Ved det første løb for Rytger blev hun nummer tre ved første afdeling af DCU Ladies Cup 2022.
Efter to år hos Rytger skiftede hun i 2024 til det nyetablerede DCU Elite Team, Team Sydbank BACH Advokater.
I juni 2025 blev hun udtaget til det danske landshold der skulle køre World Tour-løbet Copenhagen Sprint.

## Meritter
2021
1.  Dansk juniormester i enkeltstart
2023
1.  Dansk U23-mester i enkeltstart